# 阪和銀行副頭取射殺事件
阪和銀行副頭取射殺事件（はんわぎんこうふくとうどりしゃさつじけん）とは、1993年（平成5年）8月5日早朝、阪和銀行副頭取が何者かに射殺された事件。

## 概要
1993年8月5日午前7時50分頃、和歌山県和歌山市で阪和銀行副頭取の小山友三郎（当時63歳）が自宅前の路上で出勤しようと銀行の送迎車に乗り込んだところで、中年の男が近付き右側後部ドアが開いて「部長か！」と小山の10年前の肩書を叫んだ後でいきなり拳銃3発を発砲した。男は、小山が後部座席に倒れ込むのを見届けると、南方面へ立ち去った。小山は右胸を1発、右腹部を2発撃たれ、ほぼ即死の状態であった。
警察は、事件が人目につく朝の通勤時間帯を選び、急所を外さない大胆な手口だったことから、「プロの犯行」と断定し、暴力団関係者への捜査を進めた。
以下のような証拠や目撃証言が注目された。
- 目撃証言から身長165から170センチメートルぐらいで草色の作業着姿で口ひげをたくわえ白いヘルメットを被っていた40歳ぐらいの男が実行犯とされ、似顔絵が公開された[5][3]。事件から約1年経過した1994年8月3日に警察は目撃証言を基に作成した犯人のモンタージュ写真を公開した[6]。また同月24日に警察はサングラスを外した犯人の似顔絵を公開した[7]。
- 犯行日の午後に事件現場から南西に約500メートル離れた市営共同墓地内で捨てられていたヘルメットが捜査員に発見され、実行犯が被っていた物と断定された[8]。このヘルメットからは指紋は採取できなかったが、1992年8月22日の製造年月日シールが貼られ、同日製造の白用は全国で80個、和歌山県内では和歌山市内のバイク店2店舗でそれぞれ5個と7個が売られていただけだったことから、警察は犯人に直結する貴重な物証とした[8]。
- 犯行直後にヘルメット姿の実行犯とは別の男が現場近くから犯行直後に走り去っており、見張り役の共犯だった可能性があることから、警察はこの男の割り出しを試みた[9]。
- 犯行に使われた拳銃は日本では珍しいブラジル・ロッシー社製の38口径回転式と推定されたが、弾丸の線状痕記録を同社が保管していなかったため、銃は特定できなかった[10][11]。

最終的に犯人を特定することができずに、2008年8月5日に殺人罪の公訴時効が成立し、未解決事件となった。

## 被害者のあゆみ
福田秀男会長の親族が幹部を占め、同族銀行ともいわれた阪和銀行は派閥争いによる人事抗争がある中で、バブル崩壊により不動産向け融資が焦げ付いて、系列ノンバンク2社が約900億円の借入金を抱え経営が悪化する中で、小山はたたき上げの行員として1972年に取締役業務部長、常務、専務と昇格して1992年に副頭取に就任しており、経営悪化の実態を知る1人といわれてきた。
1989年に、月刊誌が阪和銀行の内紛に関する記事を掲載した際に、阪和銀行役員が出版社を相手に名誉毀損の損害賠償を求める裁判を起こし、最終的に事件の前月である1993年7月に和解したが、同年4月に小山も口頭弁論で関係者として証人に出廷していた。阪和銀行では1992年の山口組系暴力団への迂回融資を巡って不正融資事件が後で発覚し、1999年3月に阪和銀行元頭取が刑事裁判で有罪判決を受けた際に、小山副頭取が山口組系暴力団の融資を持ち込んだとされた。